# Künstler schaffen für den Frieden

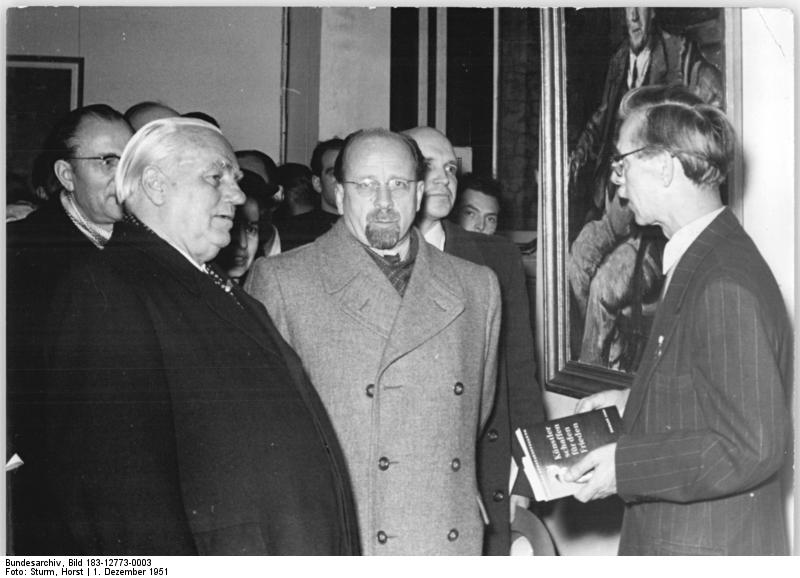
Künstler schaffen für den Frieden, Ausstellungseröffnung: Pieck, Grotewohl, Ulbricht, Nagel. Foto: Horst Sturm

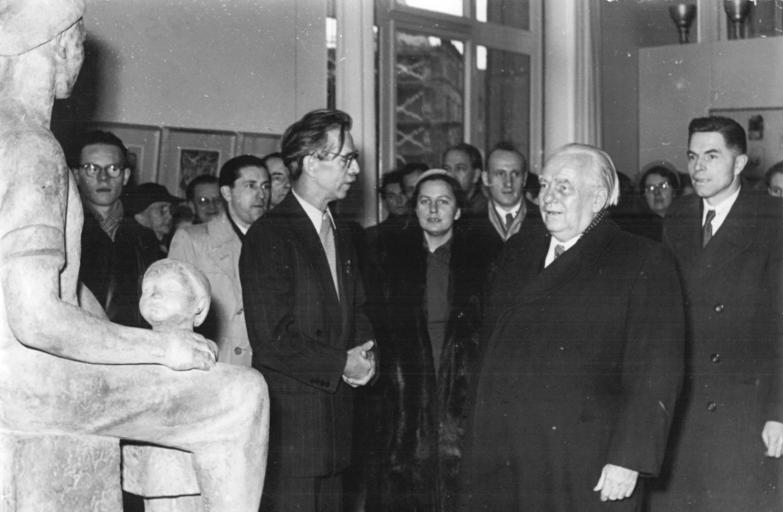
Künstler schaffen für den Frieden, Präsident Pieck bei seinem Rundgang durch die Ausstellung. Foto: Horst Sturm

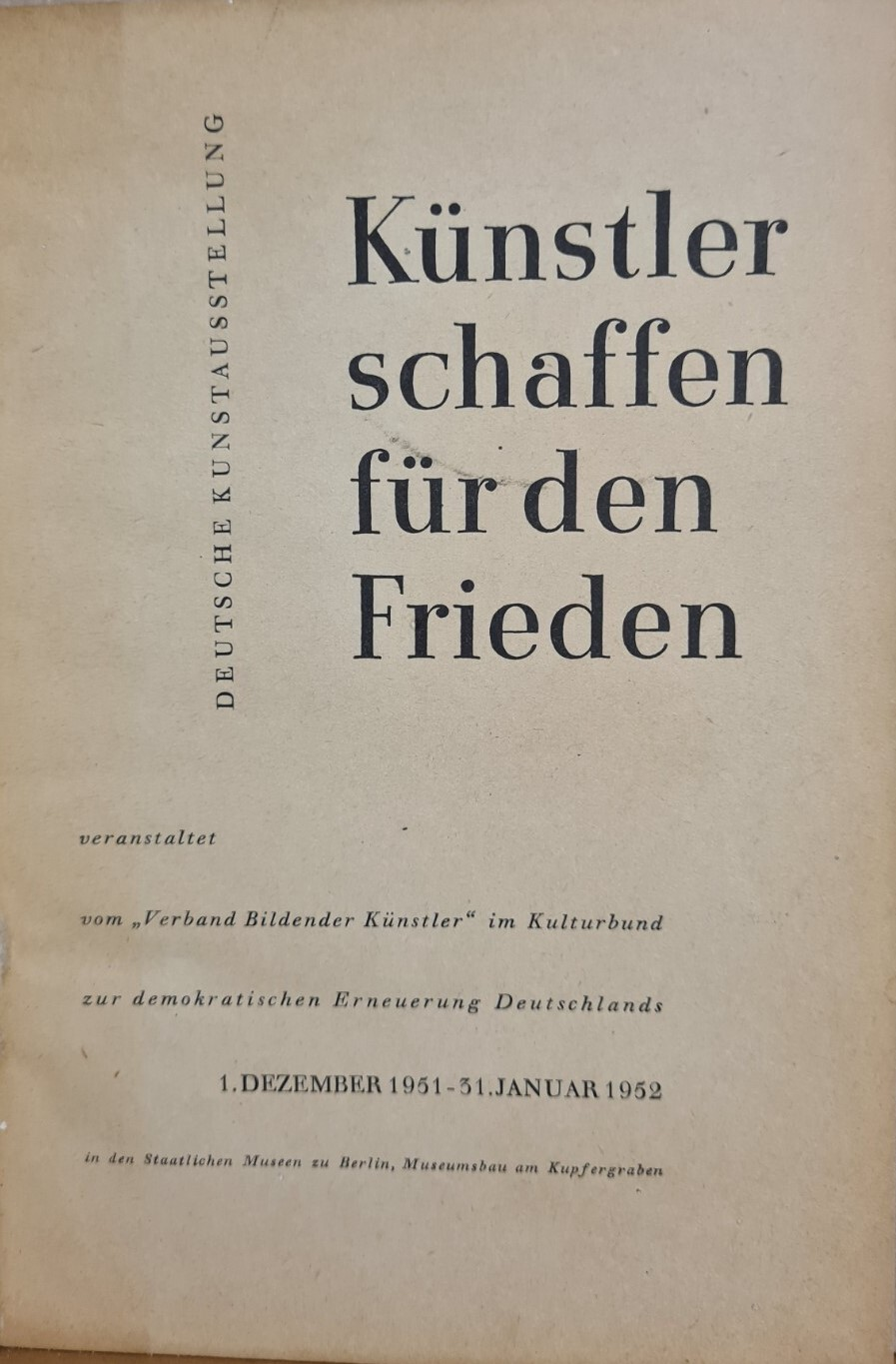
Ausstellungskatalog (1951)

Künstler schaffen für den Frieden war eine vom Verband Bildender Künstler im Kulturbund zur demokratischen Erneuerung Deutschlands veranstaltete gesamtdeutsche Kunstausstellung. Sie fand vom 1. Dezember 1951 bis zum 31. Januar 1952 im Berliner Museum am Kupfergraben, dem heutigen Bode-Museum, statt.

## Beschreibung, Organisation
In seinem Geleitwort zum Katalog schrieb Otto Nagel: „Wir wollten den bildenden Künstlern Deutschlands die Gelegenheit geben, mit den Mitteln ihrer Kunst ein Bekenntnis abzulegen zum Kampf unseres Volkes um den Frieden und die Einheit unseres Vaterlandes.“
Die Ehrenpräsidentschaft der Ausstellung hatte der Ministerpräsident der DDR, Otto Grotewohl. Der Jury gehörten 23 Mitglieder an, in der Mehrzahl bildende Künstler, u. a. Rudolf Bergander, Fritz Cremer, Heinrich Ehmsen, Max Hänger junior, Max Lingner, Arno Mohr, Oskar Nerlinger, Max Schwimmer, Horst Strempel und Klaus Wittkugel sowie mehrere DDR-Kulturpolitiker und -Funktionäre wie Alexander Abusch, Paul Wandel, Gerhart Ziller, Fritz Selbmann, Volkskammerpräsident Johannes Dieckmann und der Berliner Oberbürgermeister Friedrich Ebert. Der Vorstand der Jury bestand aus Otto Nagel, Fritz Dähn und Eberhard Viegener.
An der Ausstellung nahmen etwas mehr als einhundert Maler, Grafiker und Bildhauer teil, von denen etwa die Hälfte aus der Bundesrepublik und West-Berlin kam. Der Jury lagen über 2000 Werke zur Auswahl vor. Davon wurde 298 ausgestellt. Künstler, die sich fest zur Teilnahme an diesem Wettbewerb verpflichteten, sollten „das Risiko monatelanger Arbeit nicht allein tragen müssen.“ In Verbindung mit dem Förderungsausschuß des Kulturfonds kam es mit den Malern und Plastikern zum Abschluss von Werkverträgen, worauf Vorauszahlungen geleistet wurden.
Die Ausstellung hatte über 90 000 Besucher.

## Rezeption
Die Ausstellung fand auf dem Höhepunkt der Formalismusdebatte statt, die eine klare Abgrenzung der DDR-Kunst vom „westlich-dekadenten Kunstbetrieb“ zum Ziel hatte. Diese Debatte spiegelte sich bereits in der Vorbereitung der Ausstellung und besonders im Verlauf derselben in der DDR-Presse wider. So wurde das Bild Die ersten Gäste von Wolfgang Frankenstein – (wohl) nach dem Erlebnis der Weltfestspiele entstanden – bereits vor Beginn der Ausstellung als positives Beispiel angeführt: „Der Künstler, der früher in der „Galerie Rosen“ am Kurfürstendamm abstrakte Malerei ausstellte, hat jetzt begonnen, sich der Wirklichkeit und dem Realismus zuzuwenden, und unterstützt den Friedenskampf des deutschen Volkes.“
Zur Eröffnung der Ausstellung hieß es: „Die Ausstellung zeigt, daß die deutschen Künstler im Begriff sind, sich der erzieherischen Rolle der Kunst bewußt zu werden, indem sie sich thematisch der Sache des Friedens zuwenden. Die antihumanistische abstrakte Malerei ist endgültig aus dem künstlerischen Schaffen verschwunden. Neben einer ganzen Reihe bemerkenswerter, verhältnismäßig ausgereifter Arbeiten finden sich aber noch Werke, die sich nicht völlig von den Überbleibseln der formalistischen Denkweise befreit haben.“
Es wurde bemängelt, dass die Porträtkunst eine zu geringe Rolle in der gegenwärtigen Malerei spiele und die Künstler die führenden und aktiven Menschen im Kampf um Frieden und Einheit Deutschlands nicht zum Gegenstand ihrer Schöpfungen gemacht hätten. Weder ein Porträt Wilhelm Piecks noch Otto Grotewohls noch Walter Ulbrichts wäre ausgestellt und auch andere hervorragende Persönlichkeiten, Politiker, Gelehrte und Künstler würden fehlen.
Besonders traf es die von Arno Mohr ausgestellten Werke. „Eifrig diskutierend, kritisch abwägend oder auch geringschätzig aburteilend stehen viele Besucher, vor allem Bauern und Arbeiter, vor den beiden Werken Arno Mohrs. Das eine stellt den Bildhauer Cremer mit dem von ihm geschaffenen sogenannten amerikanischen Friedensengel dar, das andere die Landaufteilung.“ Mohr, der bereits in der Formalismusdebatte von einem unter dem Pseudonym N. Orlow schreibenden Journalisten in der Täglichen Rundschau kritisiert wurde, hätte sich bemüht, „den Forderungen des Volkes an die Künstler Rechnung zu tragen.“ Dies sei ihm aber nicht gelungen, „weil er die Bedingungen für den Erfolg, die Kenntnis der Entwicklung der menschlichen Gesellschaft und die Teilnahme am gesellschaftlichen Kampf noch immer nicht erfülle. Er stelle einer wissenschaftlichen Wahrheit seine subjektive gegenüber, verzerre damit die Wirklichkeit, und erwarte deren allgemeine Anerkennung.“ Mit dieser  irrigen Auffassung stehe er theoretisch und praktisch im Lager des Formalismus.